# Réponse du secteur de l'éducation aux violences homophobes
La réponse du secteur de l’éducation aux violences homophobes désigne l'ensemble des stratégies mises en œuvre par les systèmes d'éducation pour créer des environnements d'apprentissage sûrs et inclusifs pour les étudiants LGBT. La violence homophobe et transphobe a un effet préjudiciable sur l’apprentissage de tous les élèves et sur la santé et le bien-être de ceux qui en sont la cible. La violence homophobe et transphobe à l’école porte atteinte au droit à l’éducation et aux droits de l’enfant énoncés dans la Déclaration universelle des droits de l’homme (1948), la Convention de l’UNESCO concernant la lutte contre la discrimination dans le domaine de l’enseignement (1960), le Pacte international relatif aux droits économiques, sociaux et culturels (1966) et la Convention relative aux droits de l’enfant (1989). 
Peu de pays ont mis en place tous les éléments d’une réponse globale du secteur de l’éducation. Très rares sont ceux dont les politiques d’éducation prévoient de lutter contre la violence homophobe et transphobe ou de traiter de l’orientation sexuelle et de l’identité ou de l’expression de genre dans les programmes scolaires ou les matériels pédagogiques. Dans la plupart des pays, le personnel n’est ni formé ni encadré pour aborder ces questions et faire face à la violence homophobe et transphobe. Même si de nombreux pays apportent une aide aux élèves victimes de cette violence, les services offerts sont souvent mal équipés pour apporter une vraie réponse. Des partenariats avec des organisations de la société civile sachant comment prévenir et combattre la violence homophobe et transphobe peuvent accroître l’efficacité de la réponse. Peu de pays collectent des données sur la prévalence ou l’impact de ce type de violence, ce qui contribue à la relative méconnaissance du problème et au manque d’éléments factuels indispensables pour planifier des mesures efficaces.

## Approches
Peu de pays ont élaboré une politique du secteur de l’éducation visant à prévenir et combattre la violence homophobe et transphobe à l’école, ce qui s’explique par le fait que la reconnaissance de la prévalence et de l’impact négatif de ce type de violence dans ce secteur est relativement récente. La plupart de ceux qui se sont dotés d’une telle politique ont adopté l’une des deux approches suivantes : 
- Inclure des références à l’orientation sexuelle et à l’identité de genre ou à la discrimination et la violence homophobes et transphobes dans les dispositions déjà prises pour combattre la violence, le harcèlement ou la discrimination de caractère général dans le secteur de l’éducation.
- Développer une politique du secteur de l’éducation visant spécifiquement la violence et la discrimination fondée sur l’orientation sexuelle et l’identité ou l’expression de genre[1].

La première approche a pour but de protéger et soutenir les élèves LGBTI en intégrant les questions relatives à l’orientation sexuelle et à l’identité de genre dans les politiques ayant pour objet de prévenir et combattre la discrimination et la violence en général. Les données disponibles suggèrent toutefois que les écoles des pays qui n’ont pas une politique combattant clairement la violence homophobe et transphobe n’y prêtent pas nécessairement attention. C’est ainsi qu’une étude qualitative à grande échelle menée en 2013 dans 19 pays européens par l’Agence des droits fondamentaux de l’Union européenne a conclu que « Là où des mesures de lutte contre le harcèlement ont été adoptées, elles ont souvent un caractère générique et sont parfois peu efficaces face au harcèlement lié à l’orientation sexuelle et à l’identité de genre ». 
La seconde approche exige une impulsion politique et un environnement juridique propice à la protection des droits des personnes LGBTI. Un certain nombre de pays ont élaboré une politique de l’éducation visant à combattre la violence homophobe et transphobe à l’école et dans les autres établissements d’enseignement. 

## Politiques nationales
Les progrès accomplis dans la mise en œuvre de mesures visant à prévenir et combattre la violence homophobe et transphobe en milieu scolaire varient selon les régions et les pays. Les initiatives les plus complètes sont mises en œuvre en Australie et en Nouvelle-Zélande, au Canada et aux États-Unis, et dans un certain nombre de pays d’Europe, d’Asie et d’Amérique latine. Toutefois, la réponse du secteur de l’éducation a été limitée dans une majorité des pays du monde, en particulier en Afrique, aux Caraïbes, au Moyen-Orient, en Asie centrale et dans certaines parties du Pacifique. Il importe en outre de noter que de nombreux pays n’ont adopté aucune stratégie globale pour prévenir et combattre la violence à l’école de caractère général. 
Des données sur la violence homophobe et transphobe en milieu scolaire ont été collectées par des ONG et des établissements universitaires, essentiellement dans le cadre d’études menées par des ONG, parfois en partenariat avec des organisations multilatérales. 

### Asie
Les données relatives au Japon (extraites d’une étude à l’échantillon restreint menée en 2014) et à la Thaïlande (2013) indiquent des niveaux élevés de violence homophobe et transphobe dans les écoles de ces pays : 68 % et 55 % respectivement.
Dans toute l’Asie, la forme de violence homophobe et transphobe la plus communément signalée est la violence psychologique, y compris le harcèlement moral, souvent exercé en ligne. Mais des cas de violence physique et sexuelle sont également rapportés. C’est ainsi que 10 % des élèves lesbiennes, gays et bisexuel(le)s qui ont répondu à une enquête dans la Région administrative spéciale de Hong Kong (2009) avaient été confronté(e)s à ces formes de violence.

### Europe
Dans de nombreux pays d’Europe, des ONG – ainsi que des instituts universitaires et de recherche – collectent des données sur la violence homophobe et transphobe en milieu scolaire depuis plusieurs années déjà. En Europe centrale et orientale, les recherches sont souvent anecdotiques et le secteur de l’éducation n’en tient généralement pas compte.
Selon la plus vaste enquête menée en 2013 auprès de 93 000 personnes LGBT dans 28 pays européens, 68 % des répondant-e-s avaient été confronté-e-s à des remarques ou des comportements homophobes et transphobes au cours de leurs études scolaires.
Les études individuelles réalisées dans différents pays indiquent toutes que les élèves LGBT sont victimes de certaines formes de violence homophobe et transphobe, dans des proportions allant de 23 % aux Pays-Bas à 67 % en Turquie. En Europe, la forme de violence homophobe et transphobe la plus communément citée est la violence psychologique.

### Pacifique
Les données en provenance de l’Australie (2010) montrent qu’un fort pourcentage de jeunes LGBT– 61 % – sont la cible de violences psychologiques à l’école. En Nouvelle-Zélande, 17 % des élèves LGB sont harcelé(e)s une fois par semaine ou plus fréquemment (2014).

### Amérique du Nord
En Amérique du Nord, la violence homophobe et transphobe en milieu scolaire a fait l’objet de recherches étendues, dans lesquelles toutes les données montrent qu’un nombre considérable d’élèves LGBT ne se sentent pas en sécurité à l’école. C’est ainsi que lors d’une enquête réalisée en 2013 aux États-Unis, 85 % des élèves LGBT ont fait état de harcèlement verbal. Au Canada, 55 % des élèves transgenres qui ont répondu à une enquête ont déclaré avoir été harcelés au moins une foisau cours de leur scolarité.
La violence verbale est la manifestation la plus fréquente de la violence homophobe et transphobe dans cette région, suivie par le harcèlement physique.
Au Canada, en 2007, deux élèves prennent l'initiative d'inciter tous leurs camarades à porter du rose pour soutenir un de leurs camarades plus jeunes, qui avait été harcelé le jour de la rentrée et insulté avec des insultes homophobes parce qu'il portait un vêtement rose. Cette initiative débouche sur la création d'une journée de sensibilisation internationale, l'International Day of Pink, qui a lieu chaque année au mois d'avril. Les élèves et les adultes sont incités à porter du rose pour manifester leur soutien aux jeunes LGBT+ et leur refus du harcèlement.

### Amérique latine
En Amérique latine, les sources existantes sur la violence homophobe et transphobe en milieu scolaire sont pour l’essentiel des études restreintes au sein d’une communauté qui ne livrent pas de conclusions fiables sur les niveaux de cette violence. Dans les Caraïbes, seule l’étude réalisée par l’UNICEF en Jamaïque contient des données limitées sur la violence homophobe et transphobe en milieu scolaire. L’une des études les plus fiables dans la région a été menée en 2014 dans les établissements d’enseignement secondaire de Bogotá, en Colombie. Elle a montré que 34 % des élèves avaient connaissance de camarades LGBT exclus de certaines activités scolaires. Les principales formes de violence signalées dans la région sont la violence verbale, puis la violence physique, exercées par les camarades et par le personnel enseignant des écoles publiques et privées,.

### Afrique
Une étude multinationale sur la violence à l’école, y compris la violence et le harcèlement fondés sur le genre, a été menée en 2014-2015 en Afrique australe. C’était la première grande étude ayant pour objet d’explorer dans la région les aspects de la violence fondée sur le genre qui prennent pour cibles les élèves non conformes aux normes existantes en matière de genre. Tous les participants à l’étude étaient convenus d’utiliser des expressions culturellement adaptées telles que « violence liée à la diversité » (plutôt que « violence homophobe et transphobe »), ou élèves « perçus comme différents du point de vue du genre, tels que des garçons ayant l’air de filles ou se conduisant comme elles et des filles ayant l’air de garçons ou se conduisant comme eux ». Les données primaires collectées auprès d’enseignants et d’élèves de 13 ans (en classe de huitième année) au Botswana, au Lesotho, en Namibie et au Swaziland révèlent que :les personnes interrogées font état de violences liées à la diversité dans la totalité des quatre pays : 18,4 % au Swaziland, 41,0 % en Namibie, 43,7 % au Lesotho et 44,3 % au Botswana.

## Programmes scolaires et matériels pédagogiques pertinents
Da manière générale, les programmes scolaires adoptent l’une des quatre approches suivantes de la diversité sexuelle et en matière de genre : Certains sont « hostiles », c’est-à-dire qu’ils véhiculent explicitement des messages négatifs au sujet des personnes LGBTI, ce qui renforce les stéréotypes négatifs concernant le genre et contribue à la violence homophobe et transphobe. Des manuels ont ainsi été retirés par les Gouvernements de la Croatie (en 2009) et de l’ex-République yougoslave de Macédoine (en 2010) parce qu’ils décrivaient l’homosexualité comme une pathologie. D’autres omettent toute mention de diversité sexuelle et en matière de genre, rendant les personnes LGBTI « invisibles », avec pour résultat le refus des écoles de prêter attention à la violence homophobe et transphobe. 
D’autres encore sont « inclusifs », c’est-à-dire qu’ils contiennent des messages implicitement positifs au sujet de la diversité sexuelle et en matière de genre et promeuvent les droits de tout être humain, quelles que soient les caractéristiques personnelles, dans ce cas l’orientation sexuelle et l’identité ou l’expression de genre. 
Les derniers sont « valorisants », c’est-à-dire qu’ils contiennent des messages explicitement positifs au sujet de la diversité sexuelle et en matière de genre et des personnes LGBTI. Ils fournissent aux éducateurs des directives et des exemples clairs sur la manière de traiter avec tact la question de l’orientation sexuelle et de l’identité ou l’expression de genre. 
Dans la plupart des pays pour lesquels des données sont disponibles, les programmes scolaires et les matériels pédagogiques ne contiennent aucune mention directe ou indirecte de la diversité sexuelle et en matière de genre. Quelques pays seulement ont élaboré un programme scolaire « inclusif » ou « valorisant ». 
Le traitement de la diversité sexuelle et en matière de genre dans le programme scolaire doit être adapté au contexte social, culturel et historique du pays. Les données et l’expérience suggèrent qu’il est plus efficace d’aborder ces questions dans les cours d’éducation à la citoyenneté et aux droits de l’homme et d’instruction civique, d’histoire et de politique, de langue, de littérature et d’éducation artistique, d’éducation à la santé, personnelle et sexuelle.

## Sources
- Cet article est partiellement ou en totalité issu de la page « Au grand jour : Réponses du secteur de l’éducation à la violence fondée sur l’orientation sexuelle et l’identité ou l’expression de genre » de UNESCO, le texte ayant été placé par l’auteur ou le responsable de publication sous la CC BY-SA 3.0 IGO